# Ingolfiella inermis
Ingolfiella inermis is een vlokreeftensoort uit de familie van de Ingolfiellidae. De wetenschappelijke naam van de soort is voor het eerst geldig gepubliceerd in 2006 door Shimomura, Ohtsuka & Tomikawa.